# Прилбичі
При́лбичі — село в Яворівському районі Львівської області (Україна). Розташоване за 12 км у південно-східному напрямку від Яворова, або за 2,5 км від автомобільної траси  Львів-Краковець при перетині нею с. Терновиця. Місце народження митрополита Андрея Шептицького. Чисельність населення 2363 особи.

## Походження назви села

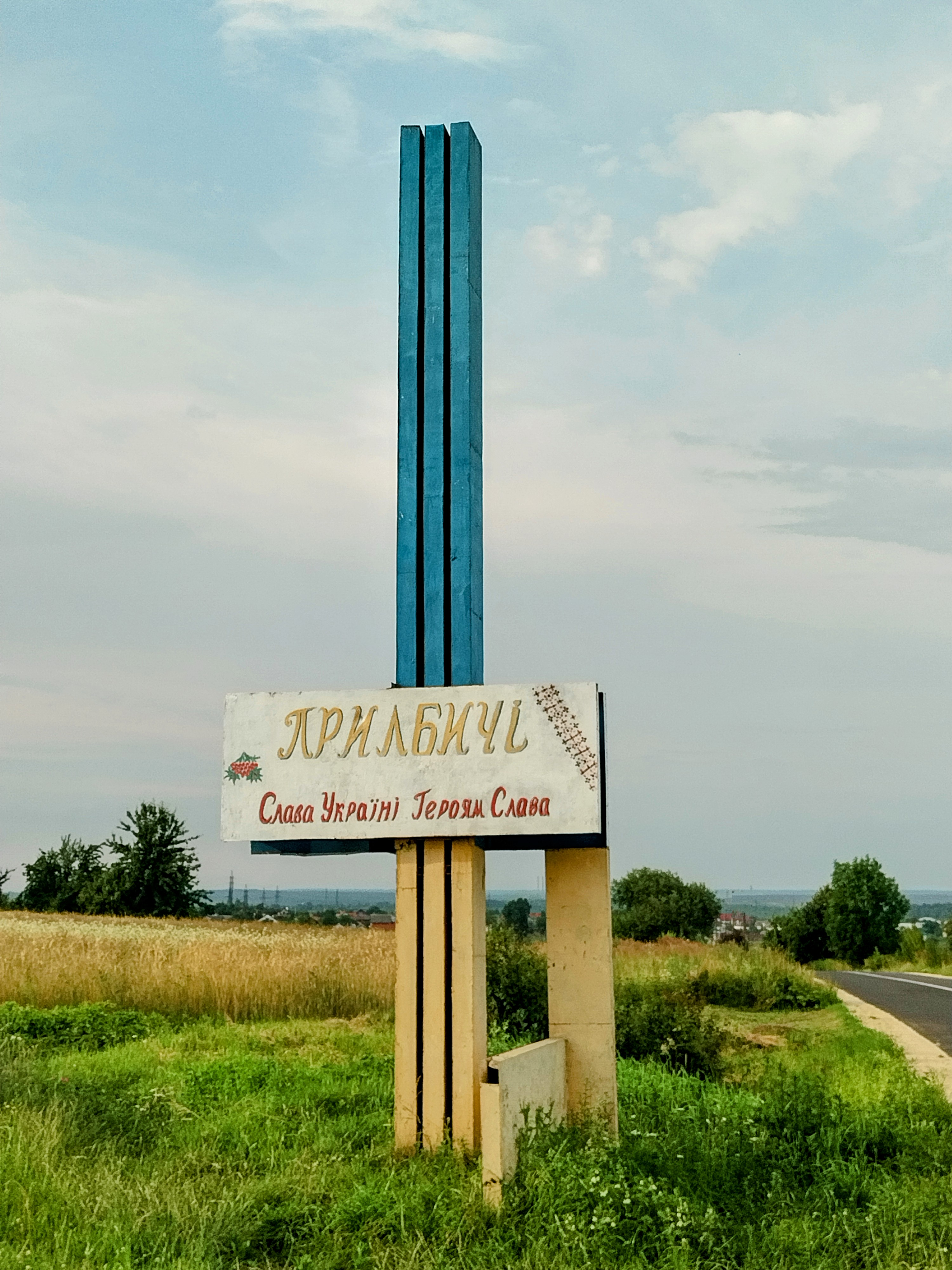
Стела при в'їзді в село

На увагу заслуговують дві версії, одна із яких має наукове обґрунтування в праці Михайла Худаша «Походження українських карпатських і прикарпатських назв населених пунктів». У ній автор пояснює назву села «Прилбичі» від «префіксально-суфіксального утворення з префіксом при-, коренем -лб- (<лъбъ „лоб“) і суфіксом -ица. Прилбиця в апелятивному значенні так звана місюрка або чолова надлобна частина шолома». Можливо, що в сиву давнину мешканці поселення займалися виготовленням «прилбиць» для лицарських шоломів. Про виплавку металу з болотної руди і його обробку свідчать археологічні дані. В урочищі Коблів розкопано дві землянки, у яких виплавляли залізо з болотної руди.
Друга версія про походження назви села Прилбичі, на нашу думку, також заслуговує уваги. Вихідним словом в ній взято слово «Лбиця» — ймовірна назва гори, яка тепер є частиною села під назвою Велика Гора. Це і є найдавніша частина села. Можна припустити, що саме вона колись могла називатися «Лбицею». Північний схил гори доволі стрімкий. З-під нього беруть свій початок джерела, які і утворюють невелике водоймище, прозване Теплицею. (Правда, зараз воно досить замулене, запущене і навіть частково штучно засипане). Поселення біля гори «Лбиця» могло і одержати назву При-лбиця. До слова, у давніх архівних документах («Aktach Grodzkich і Ziemskich») зустрічаються варіанти назви Прилбичі і Прилбиця.

## Археологічні дослідження
Археологічні дані дають підстави робити висновки, що навколишня місцевість була заселена вже в сиву давнину, у кам'яну добу. Це підібрані знахідки, вироблені з каменю (сокира кремінна без просвердленого отвору, дві з просвердленими отворами, гранітні), кремінні пластинки — ножі, наконечник списа, верхня частина зернотертки, кістяна проколка, уламки глиняного посуду, ліпленого без гончарного круга.
Уламки глиняного посуду давньоруського періоду зустрічаються в багатьох місцях села, особливо на території Великої Гори.
В урочищі Клибанка знайдено верхню частину зернотертки і кремінну пластинку у формі наконечника списа. Все це свідчить про раннє заселення навколишньої місцевості.

## Найдавніші письмові відомості про Прилбичі
Перша письмова згадка про село Прилбичі доволі пізня, датована 1376 р. У ній говориться, що «Гербурт з Фельштина (тепер с. Скелівка), що коло Добромиля, надав ленний правом Прилбичі з трьох груп забудовань над ставом і Віжомлю».
Ще в одному з документів говориться про те, що в 1437 р. городоцький міщанин Сморж подав в суд на власника Прилбич і Брухналя (тепер с. Терновиця) Гербурта і вимагає покарання за те, що на території Брухналя селяни «ловили слід» і зловили Сморжевого злодія, але Гербурт випустив злочинця на волю, а за старим звичаєм повинен передати його цьому ж городоцькому міщанину Сморжеві. Присуд в цій справі невідомий.
В документі за 1453 р. йдеться про гострі суперечки між сусідами: Ясвічем із села Мужиловичі, Іваном Бердехівським, Миколаєм Гербуртом з Прилбич, городоцьким бургомістром і державцем з Яворова.
У іншому документі йдеться про ревізію, яку проводила польська адміністрація часів Казимира IV Ягеллончика у 1469 р. У цій ревізії Гербурт з Фельштина пред'явив документ на право володіння селом Прилбичі, а також Брухналем, с. Чолгині, та частиною Підлуб.

## Рання історія села
У минулі століття сільське довкілля було доволі лісистим. У люстрації за 1515 рік зазначено, що в Прилбичах є чотири лани орної землі. Решту, очевидно, становили ліси і луки. Також документується піп (отже, уже тоді була церква). Про наявність лісу свідчать і деякі назви урочищ, а саме: Дубиська, Новини, а також Свидь. Свидь — це не що інше, як освоєна земля. Під час меліоративних робіт в 60-ті роки XX століття на урочищі Стависько було виявлено в ґрунті ряд морених дубів, деякі з них так добре збереглися, що були використані як будівельний матеріал. Зберігся переказ про те, що з Дубиськ, з тодішнього лісового масиву, брали дуби для будівництва церкви.
Найбільше правдоподібно, що сучасне урочище Стависько, яке з часу побудови Яворівського ВО «Сірка» знову стало водоймою, у ті далекі часи було лісистою місцевістю, до часу побудови Яном, Анджеєм і Миколаєм Гербуртами містечка Брухналя (1514 р.). Місто було оточене кріпосним валом і водяним ровом. Для наповнення рову водою був споруджений став, який тягнувся від Брухналя в сторону прилбицького лісового масиву понад річку Гноєнець. Підмиті водами ставу дуби опинилися на дні ставу, де і були занесені мулом. Та десь уже в XVII—XVIII ст. містечко Брухналь втрачає своє значення, старіють і руйнуються його укріплення. Великий став перестає існувати.
В 1589 р. Ян Гербурт з Брухналя, львівський хорунжий, продав увесь маєток королівському скарбничому Янові Дульському. Цей продаж підтвердив король Сигізмунд III Ваза
Після смерті Яна Дульського Прилбичі з усіма прилеглими маєтками успадкувала одна з його дочок Ельжбета — дружина Мацея Конопацького, а під кінець першої чверті XVII ст. Владислав Дульський продав увесь прилбицький «кущ (ключ)» Якову Бобовському (тут трохи незрозуміло, як від Конопацького маєток повернувся назад до Дульського). Уже у 1634 р. сини Бобовського продали прилбицький кущ Миколаю Стогнєву. М. Стогнєв був бездітним і увесь маєток записав своїм чотирьом приятелям при умові його неподільности. Трьом із них він призначив по 20000 зл., які повинен був їм сплатити четвертий. Ним був Домінік Александер Казановський — староста богуславський, а пізніше також воєвода брацлавський, який помер в 1649 р. Його вдова Анна з Потоцьких гербу Срібна Пилява одружилася вдруге, а маєток віддала своєму зятеві — сину доньки Маріанни (Анни Марії) Станіславу Яну Яблоновському, що став пізніше коронним гетьманом.

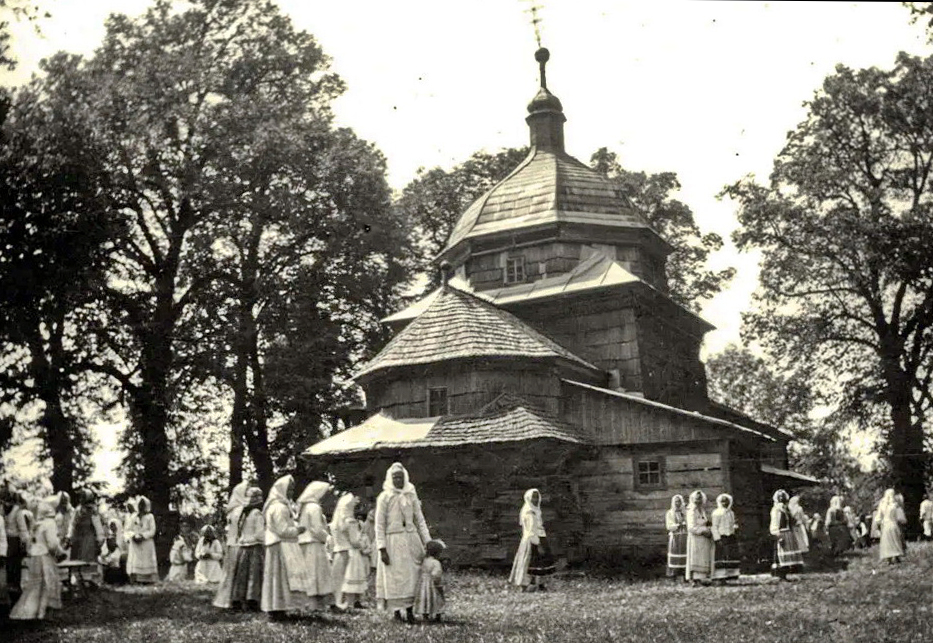
Жінки коло церкви Собору Пресвятої Богородиці, зведеної у 1654 році, фото 1925 р.

Як засвідчують архівні документи, у добу Хмельниччини 1648 р. село Прибличі істотно потерпіло від воєнних дій, хоч тут і не було відкритих бойових сутичок. Союзники Хмельницького, татари, багатьох селян забрали в ясир і спалили частину села. Частина населення вимерла від епідемії чуми. Про це свідчить заява королівських збирачів податку, датована 1649 р. Вони повідомляли, що не можуть зібрати з села належного податку через ці лиха. Із селян належало зібрати 68 злотих, а було зібрано лише 18. Про те, що село було спустошене і не було можливости сплатити всі податки, селяни присягали 3 липня 1649 р.. 
Разом із цими повідомленнями, у 1654 році в Прилбичах була побудована церква Собору Пресвятої Богородиці, принаймні саме ця дата була написала над одними із дверей храму.
Загони українського козацько-селянського війська проходили ще раз цими місцями під час другого походу в 1655 р., переслідуючи польсько-шляхетське військо на шляху Городок-Яворів. Загін королівського війська на чолі з «Реверою» Потоцьким готувався до бою у містечку Брухналь, але поспішно утік у бік Яворова, помилково прийнявши підхід іншого загону польського війська з боку Судової Вишні за ворожий. У «Р». Потоцького склалося враження, що Брухналь оточують війська Б. Хмельницького.
Через часті татарські і турецькі набіги місцевість була знищена і незабаром добра частина прилбицького куща перейшла до Александера Людвіка Незабітовського. Він держав Прилбичі заставним правом. Після смерті А. Л. Незабитовського землі перейшли до його дружини, а від неї — до онучки Катажини, одруженоз з В. Урбанським. У родині Урбанських маєток затримався аж до середини XVIII ст.

## Вотчина Шептицьких
Через борги Урбанські продали маєток дружині Модеста Гумецького Терезі, а вона перепродала греко-католицькому перемишльському єпископові (1750—1779) Атанасію Шептицькому.. Відтоді Прилбичі стають родинним гніздом Шептицьких аж до 1939 року.

### Часи Австро-Угорщини
У 1772 р. в результаті першого поділу Польщі Галичина відійшла до Австрії. Очевидно, у зв'язку з цим проводився новий облік земельних угідь та їх власників. Були складені так звані Йосифінські метрики. Вони визначали розмежування угідь із сусідніми селами, перераховували усі господарства, села, зазначали скільки моргів поля (морг — 0,59 га) належало кожному селянинові і дідичу, і в яких угіддях та який розмір оплати належиться з кожного морга і в цілому з господарства. Під першим номером у Прилбичах визначались угіддя дідича Василя Шептицького. У селі тоді нараховувалось 95 господарств. Окремо визначалися громадські угіддя (пасовиська, вигін і ліс) та церковні.
У 1820 р. були складені нові так звані Францисканські метрики. У них вже перераховано 119 господарств. В цих метриках також зазначено скільки і яких угідь є в кожного селянина та яку кількість зерна зобов'язаний здати кожний, або яку суму сплатити грошима замість здачі зерна. Це свідчить про те, що поширювалась тенденція до заміни натуральної ренти грошовою, тобто до розвитку товарно-грошових відносин. Метрики підписані дідичем Петром Шептицьким та 9 селянами. Правда, всі дев'ять селян поставили лише хрестики замість підписів. Він свідчить, що серед селян існувала суцільна неписьменність.
У 1830–1831 роках Прилбичі не оминула епідемія чуми. Щоб уникнути зараження, померлих витягали з хати гаками, клали на воза чи сани і везли на спеціально відведений цвинтар далеко за селом на вигоні. Десь до середини XX століття стояв там ще дерев'яний хрест, а зараз і не всі знають, що там був цвинтар.

### За графа Івана Шептицького

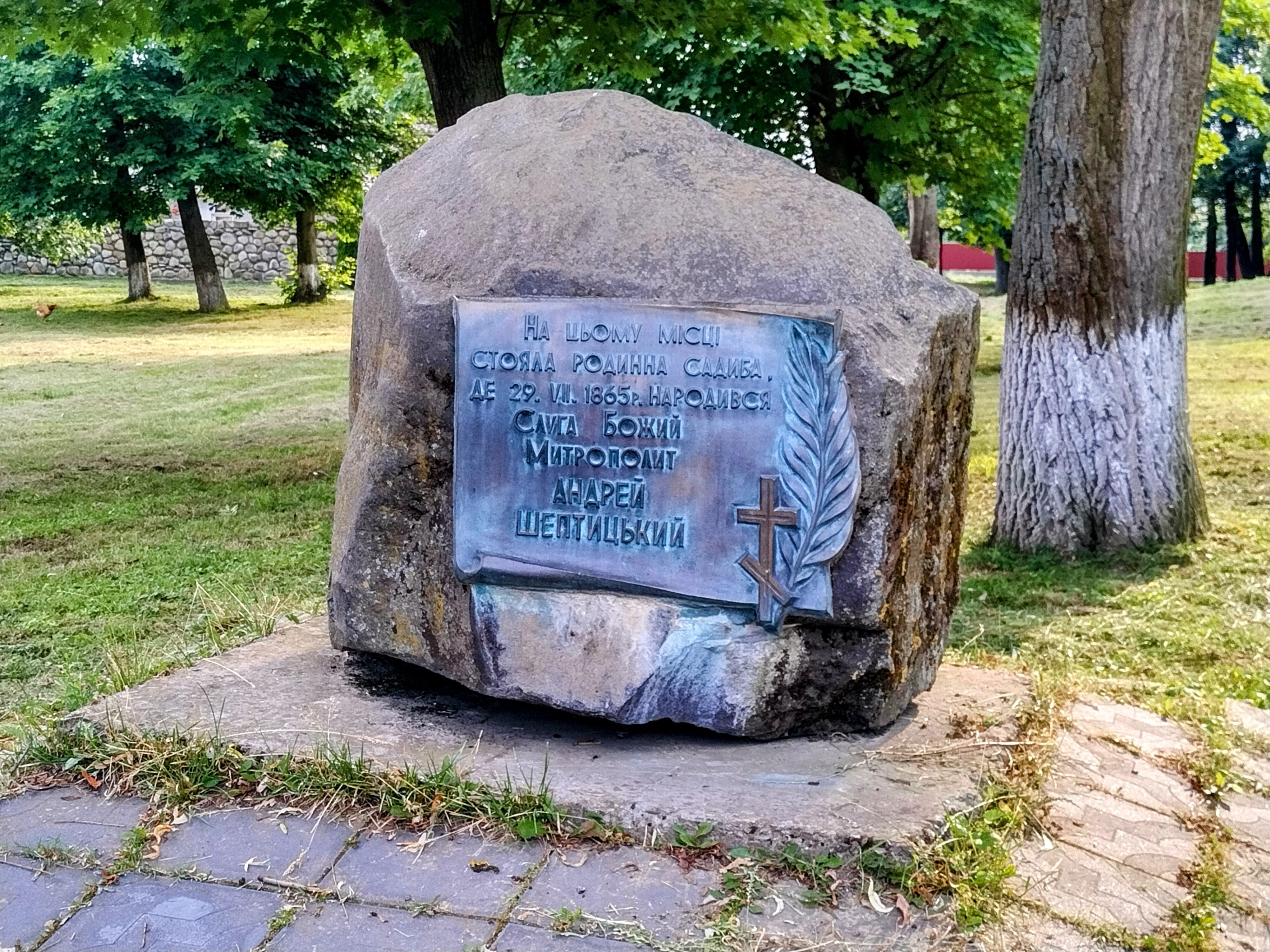
Пам'ятний камінь

На час скасування кріпацтва (1848 р.) в селі нараховувалось вже 137 селянських дворів, які володіли 1162 моргами орної землі. Згідно з державним законом про звільнення селян з кріпацтва, дідич Іван Шептицький впорядковував свої земельні угіддя і присадибну ділянку. Кільком селянам-сусідам виділив нові ділянки під садиби, а за рахунок старих заклав парк-сад, який в дуже хорошому стані проіснував до приходу більшовиків восени 1939 року.
На честь скасування кріпацтва в селі поставлений пам'ятний хрест з каменю та металу на схід від церкви при дорозі. Там тоді починалось церковне і дякове поле, що тягнулось смугою до Стависька. Згодом там був розташований цвинтар, хрест цей зараз на цвинтарі. Це врятувало його від знищення під час акції руйнування придорожніх хрестів, організованої Львівським обкомом КПУ у 1969 році.
У період після реформи помітно розвивається товарний спосіб виробництва. Уже в 50-ті XIX ст. роки Іван Шептицький відкриває ґуральню за 20-25 м на північний схід від ставу. Для постачання ґуральні водою був проведений водогін від джерел, що б'ють з-під Великої Гори. Для водогону застосовувались дерев'яні саморобні труби, які прокладалися через громадські угіддя в центрі села. 3 часу побудови ґуральні частина продукції реалізовувалася в корчмах, яких було декілька в околицях.
1 жовтня 1861 року у Львові Іван Шептицький повінчався з Софією Фредро, донькою відомого польського драматурга Александра Фредра. У Прилбичах народилися семеро їх синів.
У 1870 році графа Івана Шептицького було обрано сеймовим послом від Яворівщини.
В час депутатства Івана Шептицького у Галицькому сеймі, йому вдалося домогтися будівництва кам'яної дороги від села до сполучення з асфальтованою трасою Яворів — Судова Вишня.
В 1871 р. ціла родина Шептицьких дістала титул австрійських графів стараннями батька Митрополита Андрея, Яна (Івана)-Кантія-Ремігія Шептицького, який писався «von und zu Szeptyce»; російська геральдична палата визнала титул за Шептицькими аж 1898 року. Завдяки амбіціям графа Івана Шептицькі стають також почесними членами Мальтійського ордену.
Оскільки старий панський будинок, саме в якому 29 липня 1865 року народився третій син подружжя Шептицьких, Роман Марія Олександр (майбутній митрополит Андрей), став затісним, поряд з ним з ініціативи Софії було збудовано двоповерховий палац, посвячений 8 грудня 1872 року.
За спогадами дочки Лева Шептицького (брата Андрея Шептицького), Анни, у палаці був музей, де містилися портрети родини Шептицьких і Фредрів, близько тридцяти полотен Симона Чеховича, досконалий портрет короля Яна III Собеського, малярські роботи Софії Фредро-Шептицької. В архіві зберігалися пергаменти XVI ст., богословські руські літописи, у кованій скрині — рукописи і листування Александра Фредра. Окремий відділ становили воєнні пам'ятки наполеонівських часів. У музеї були збірки медалей, монет, віденської порцеляни, художнього скла… Бібліотека, яку започаткував граф Іван Шептицький і продовжив комплектувати його син Леон, нараховувала 6000 томів.
Графський палац оточував парк, найгарніший у тому краю. Обабіч садиби росли модрини, старі липи, гарний клен, рідкісні рожевоцвіті каштани, оцтове дерево, червонолистий бук, білий ясен, тюльпанове дерево. Неподалік садиби стояла стара груша, під якою любив відпочивати митрополит Андрей. Зі всіх боків садиби з весни до зими цвіли квіти, серед них троянди, гортензії, півонії. Їх замовляли навіть з Парижа. На літо в сад виставляли пальми, араукарію, розквітлі кактуси.

Сім'я Шептицьких любила своє родинне «гніздо». Роман Шептицький, навчаючись у Кракові, так писав в одному з листів до матері: 
|  | «Признаюся щиро, без почуття сорому, що якби залишився навіть на цілі століття в Прилбичах, я не зітхав би ні за чим і не бажав би нічого більше». |

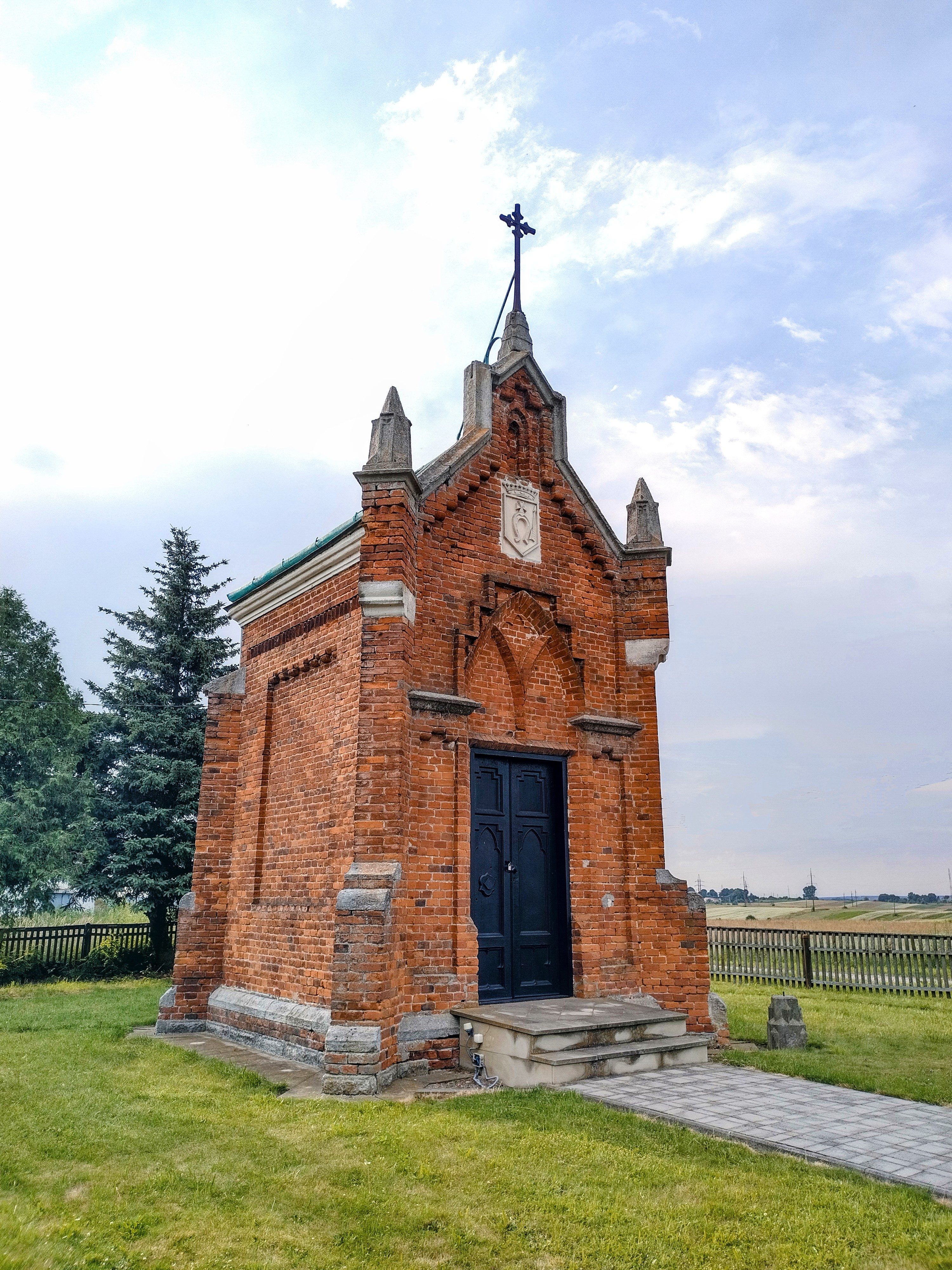
Каплиця-усипальниця родини Шептицьких

У своєму маєтку Шептицькі перейшли до застосування вільнонайманої праці. Для приїжджих слуг, здебільшого спеціалістів-ремісників (коваля, стельмаха) збудували кілька двоквартирних і один чотириквартирний будинок.
У перші роки XX ст., можливо, за порадою Галицького Митрополита Андрея, яким він став із січня 1901 р., його батько, граф Шептицький, ліквідував корчму у Прилбичах. У її приміщенні він заснував заклад для виховання дітей віком від 3 до 6 років, якими опікувалися чотири монахині із згромадження Сестер-Служебниць Пречистої Діви Марії. Тут приймали усіх дітей, батьки яких цього потребували і зголошувалися. Одна із сестер-монахинь надавала першу медичну допомогу при нещасних випадках, або й лікувала нескладні захворювання удома (застуди тощо). «Захоронка» утримувалась на кошти Шептицьких.
17 квітня 1904 р. помирає Софія Шептицька.
13 листопада 1912 р. помирає граф Іван Шептицький. Родинний маєток успадковує їх наймолодший син Лев (Леон) Шептицький, який продовжив батьківську традицію «родинного гнізда».

## Воєнні лихоліття
Під час Першої світової війни в 1915 р. старий панський будинок у Прилбичах було знищено пожежею. На його місці у 1937 р. за проектом дружини брата митрополита Андрея Лева — Ядвіги збудовано капличку.
Восени 1939 р. з приходом на західноукраїнські терени більшовиків, Лев Шептицький разом з дружиною Ядвігою та священиком Маріушом Скібневським був розстріляний у парку за будинком. Сам палац Шептицьких був пограбований. У 1941 році, відступаючи з Прилбичів, саперний батальйон, заклавши вибухівку в пивницю під кухнею, частково зруйнував будівлю. Каплицю-усипальницю обстріляли. Було пошкоджено герб Шептицьких на її фасаді. В пошуках скарбів відкрили саркофаги. Після цих подій каплицю використовували як склад вибухівки.

## Повоєнні часи
Загалом у Прилбичах більшовики цілеспрямовано намагалися знищити пам'ять про родину Шептицьких, адже відчували загрозу, яку несе родина, її переконання і свідчення її членів.
Після закінчення Другої світової війни руйнування родинного маєтку продовжилося з новою силою. Після війни в усипальниці зберігалися отрутохімікати. Будівля наскрізь просякла неприємним запахом.
В 50-х роках XX ст. солдатам наказали демонтувати капличку біля будинку, де графиня Ядвіга щодня, разом з дітьми, молилася до Богородиці. Офіцер з солдатами відмовилися виконувати наказ. Тоді це зробив сільський агроном. Зруйнувавши каплицю, він відвіз каміння до лісу. Як згадують мешканці, через рік той чоловік повісився, а пізніше утопився його син. Люди пов'язують це зі зруйнуванням каплиці.
В 1961 р. коштом колгоспу «Росія» (мав 1482 га орної землі) села Прилбичі на місці колишнього панського маєтку був споруджений будинок культури з кінозалом та бібліотекою.

## Сучасність
У селі розташовані виробничі потужності ТОВ «Кормотех» — найбільшого українського виробника кормів для домашніх тварин (торгові марки «Мяв!», «Гав!», «Клуб 4 лапи» та «Optimeal»).
На місці садиби Шептицьких у селі Прилбичі стоїть пам'ятний камінь. У 2004 році провели низку заходів з відновлення усипальниці родини Шептицьких. Тут встановили дошку з іменами похованих в каплиці батьків Митрополита, дідуся та бабусі, двох братів. У крипті перепоховали прах померлих, ідентифікували останки, встановили новий герб на фасаді, розмістивши старий всередині крипти. В усипальницю перепоховали прах ростріляних енкаведистами Лева та Ядвіги Шептицьких.
29 липня 2011 року в селі відкрили пам'ятник митрополиту Андрею та його братові Блаженному Климентію.
На даний час в селі працює школа і дитячий садочок.

## Населення

### Мова
Розподіл населення за рідною мовою за даними :
| Мова       | Кількість | Відсоток |
| ---------- | --------- | -------- |
| українська | 2362      | 99.96%   |
| російська  | 1         | 0.04%    |
| Усього     | 2363      | 100%     |

## Риболовля

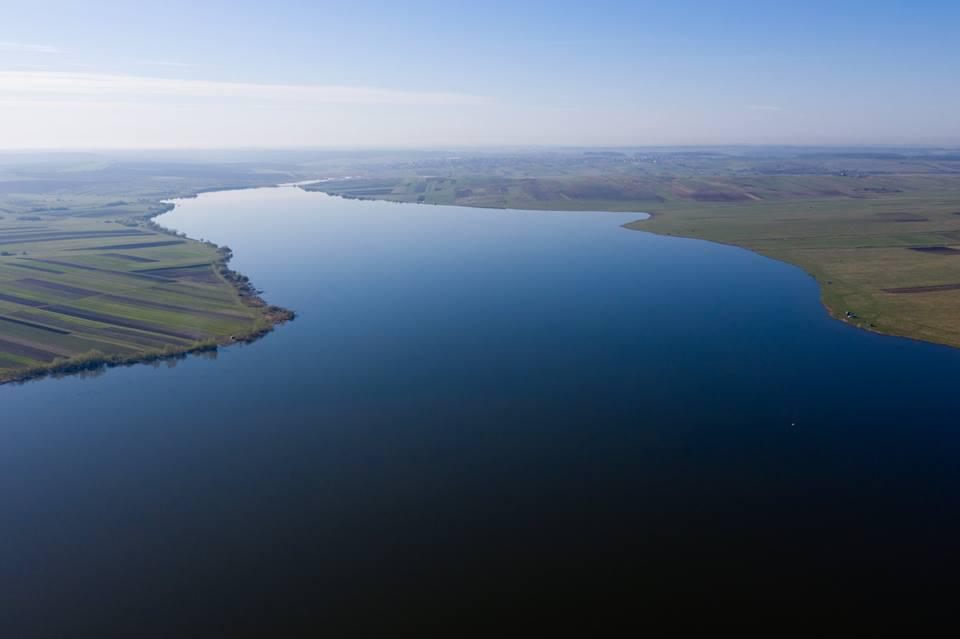
Вигляд на водойму з висоти пташиного польоту

Поряд з селом на річці Гнойонець в другій половині XX століття утворене водосховище для потреб хімічної промисловості. З 2008 року водойму взято в довготермінову оренду Львівським Карповим Клубом (ЛКК) з метою проведення змагань, пропаганди спортивної риболовлі.
Ця найбільша спортивна водойма в Україні відома як «Прилбичі», налічує 90 секторів для лову. Місце відоме не лише в Україні, а й за її межами. Саме тут відбуватиметься Чемпіонат світу зі спортивної ловлі коропа в 2020 році.
Інформація про це озеро:
- Площа — 120 га
- Протяжність берегової лінії — більше 6 км
- Ширина — до 1 км
- Довжина — 2,6 км
- Глибина — до 4.5 м
- Іхтіофауна: короп, карась, плотва, окунь, амур, щука, судак[16].

У зв'язку з виходом водойми на міжнародний рівень, в 2019 році відбувся ребрендинг, водойма має власну назву: Trident Lake. Офіційний вебсайт tridentlake.com.
Найважливішим принципом риболовлі тут є: «спіймав — відпусти». Рибу забирати з категорично заборонено.
Головним об'єктом лову є короп. Середня вага цієї риби тут становить близько 6 кілограм, найбільші особини, що попадаються рибалкам сягають ваги у 18 кілограмів. Найбільший мешканець станом на 2019 рік — короп з власним іменем Микита має вагу 24 кілограми (вона не значно змінюється в залежності від пори року).

## Релігійне життя

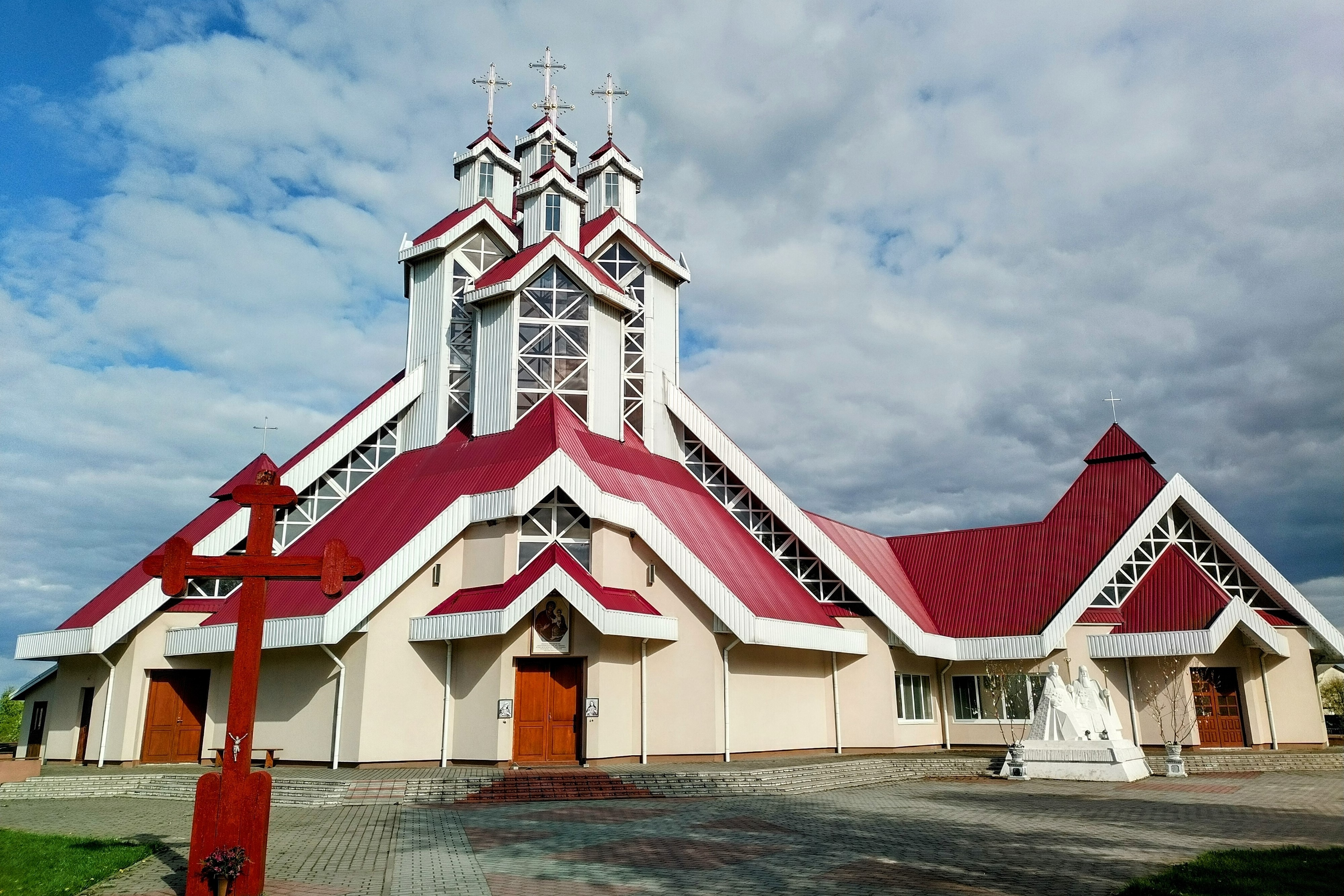
Церкви:
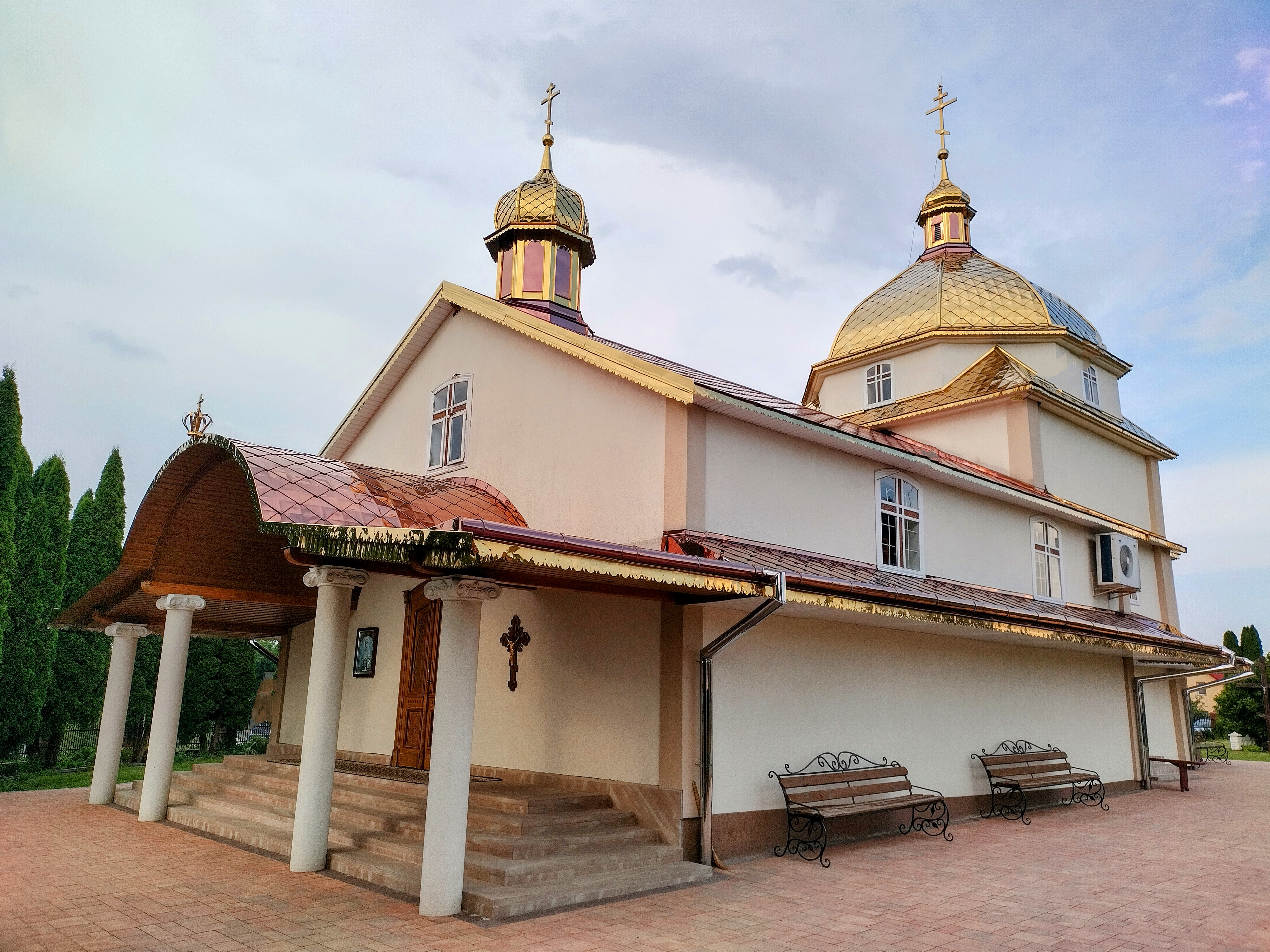
Церква Собору Пресвятої Богородиці
  - православна церква Собору Пресвятої Богородиці, ПЦУ
  - греко-католицька церква на честь митрополита Андрея і священомученика Климентія Шептицьких
- Школи:
- недільна школа православної громади
- релігійна школа імені братів Блаженного Климентія та Митрополита Андрея Шептицьких.   - Греко-католицька церква-музей
  - Церква Собору Пресвятої Богородиці

## Відомі люди

### Народилися
- Андрей Шептицький — митрополит, видатний церковний і громадський діяч, засновник Національного музею у Львові
- Климентій Шептицький
- Станіслав Шептицький
- Ян Кантій Шептицький
- Мица Михайло Степанович (1983—2023) — солдат Збройних Сил України, учасник російсько-української війни.

### Пов'язані з Прилбичами
- Бубісь Д. М. — вчитель місцевої школи та дослідник історії села, автор дослідження «Прилбичі. Крізь призму віків».

### Померли
- Софія Шептицька — мати братів Шептицьких.